# Pharoh Cooper
Pharoh Cooper (Havelock, 7 marzo 1995) è un ex giocatore di football americano statunitense che ha militato nel ruolo di wide receiver e punt returner per sette stagioni nella National Football League (NFL).

## Carriera

### Los Angeles Rams
Dopo avere giocato al college a football alla University of South Carolina dal 2013 al 2015, Cooper fu scelto nel corso del quarto giro (117º assoluto) del Draft NFL 2016 dai Los Angeles Rams. Debuttò come professionista subentrando nella gara del quinto contro i Buffalo Bills. Nella settimana 9 contro i Carolina Panthers ricevette il primo passaggio da 3 yard dal quarterback Case Keenum. La sua stagione da rookie si concluse con 14 ricezioni per 106 yard e 328 yard totali su ritorno, disputando 10 partite, di cui 3 come titolare.
Nel sesto turno della stagione 2017, Cooper ritornò il kickoff di apertura della gara contro i Jacksonville Jaguars per 103 yard in touchdown, venendo premiato come miglior giocatore degli special team della NFC della settimana. A fine stagione fu convocato per il suo primo Pro Bowl come special teamer e inserito nel First-team All-Pro.
Durante la gara del primo turno della stagione 2018 soffrì un infortunio all'anca e fu spostato in lista riserve/infortunati da dove tornò il 19 novembre 2018. Il 18 dicembre 2018 fu svincolato dai Rams.

### Arizona Cardinals
Il 19 dicembre 2018 Cooper firmò con gli Arizona Cardinals. In stagione giocò due gare, ritornando sei punt per 67 yard. Fu svincolatao il 30 agosto 2019.

### Cincinnati Bengals
Il 1º settembre 2019 Cooper firmò con i Cincinnati Bengals. Fu svincolato dieci giorni dopo, il 17 settembre 2019.

### Arizona Cardinals (2° periodo)
Il 1º ottobre 2019 rifirmò con i Cardinals. Nella stagione 2019 giocò con i Cardinals 12 partite, di cui una da titolare, con 25 ricezioni per 243 yard e il suo primo touchdown in carriera, più 17 punt ritornati per 129 yard.

### Carolina Panthers
Il 20 marzo 2020 firmò un contratto annuale con i Carolina Panthers. Concluse la stagione 2020 con 20 presenze, una da titolare, con 5 ricezioni per 73 yard e nessun touchdown più 20 punt ritornati per 117 yard.

### Jacksonville Jaguars
Il 3 giugno 2021 firmò con i Jacksonville Jaguars, non riuscendo però a rientrare poi nel roster attivo iniziale per la stagione e venendo quindi svincolato il 31 agosto 2021.

### New York Giants
Il 3 novembre 2021 Cooper firmò per la squadra di allenamento dei New York Giants. Durante la stagione fu utilizzato come sostituto in caso di assenze dei titolari per COVID-19, venendo elevato nel roster attivo per cinque gare, dal nono al quattordicesimo turno, ossia le partite contro i Las Vegas Raiders, i Tampa Bay Buccaneers, i Philadelphia Eagles, i Miami Dolphins
 e i Los Angeles Chargers. Il suo contratto con i Giants terminò il 9 gennaio 2022.

### Arizona Cardinals (3° periodo)
Il 23 novembre 2022 Cooper firmò per una terza volta con i Cardinals, questa volta per la squadra di allenamento. Fu promosso nel roster attivo il 28 dicembre 2022. Terminò l'annata con cinque presenze, di cui una da titolare, con due ricezioni e nove punt ritornati per 117 yard.

### Ritiro
L'11 giugno 2024 Cooper, dopo essere rimasto fermo per l'intera stagione 2023, annunciò il suo ritiro dal football professionistico.

## Palmarès
- Convocazioni al Pro Bowl: 1

2017
- First-team All-Pro: 1

2017
- Giocatore degli special team della NFC della settimana: 1

6ª del 2017